# Hard Day
Hard Day – singiel promocyjny z debiutanckiego albumu George'a Michaela pod tytułem Faith. Pojawił się tylko na mniejszych listach przebojów, Hot Dance Club Songs (pozycja 5) i Hot R&B/Hip-Hop Songs (40). Nie nakręcono do niego teledysku.

## Lista utworów
1. Hard Day (Shep Pettibone Remix) – 8:31
2. Hard Day (Radio Edit) – 4:11
3. I Want Your Sex (Monogamy Mix) – 13:11